# Gainas (duque)
Gainas (em grego: Γαινας) foi um oficial bizantino do século VI, ativo durante o reinado do imperador Anastácio I Dicoro (r. 491–518). Foi citado em julho de 504, quando foi morto numa troca de flechas durante o cerco de Amida pelos sassânidas do xainxá Cavades I (r. 499–531). Gainas exercia a função de duque da Arábia por este período, embora seja impreciso a qual localidade o ofício se referia. Segundo os autores da Prosopografia do Império Romano Tardio, considerando a tradução de Wright que afirma que Arábia significa a área em torno de Damasco, Gainas provavelmente teria sido "duque novo do limite da Fenícia" (em latim: dux novi limitis Phoenicis).

## Etimologia
A etimologia do nome é obscura. Foi variadamente registrado como Gaina, Gainas, Catina, Gagana, Gaiana, Gaino (Gainus), Gama e Cama. Apresenta uma desinência feminina -a, tal como outros nomes como Gilda ou Hunila, que se pensa ser fruto de uma latinização. É provável, por sua vez, que houvesse uma forma não atestada em -o, como em -Boio.